# Ragnar Kjartansson

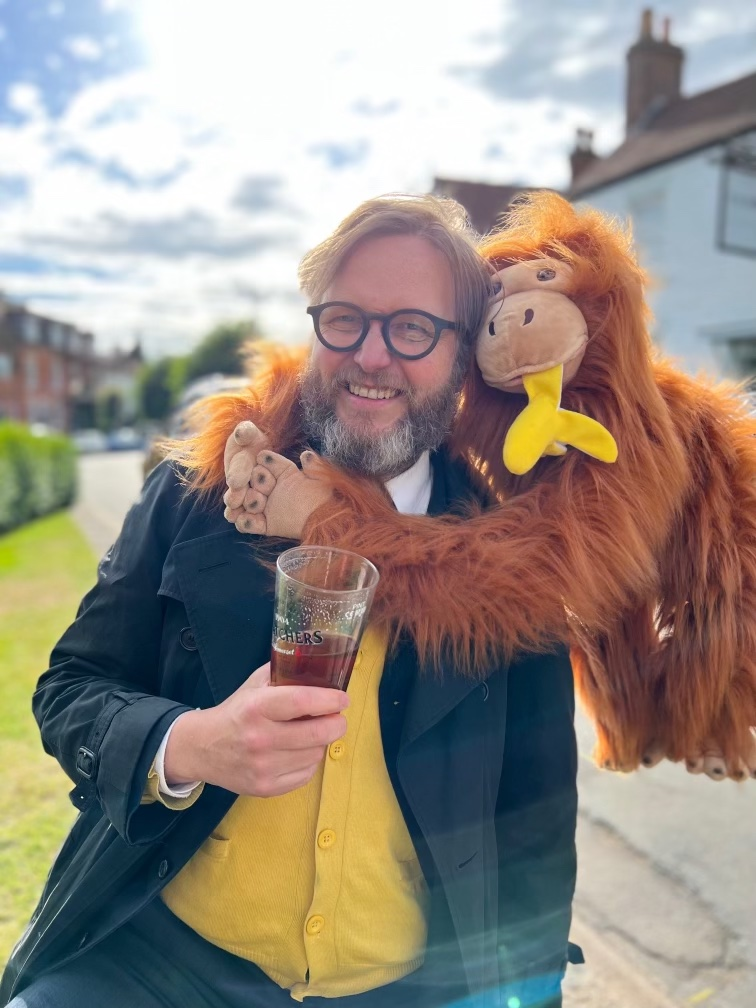
Ragnar Kjartansson, 2022

Ragnar Kjartansson (1976) es un artista islandés contemporáneo que utiliza múltiples medios artísticos, creando instalaciones de video, performances, dibujos y pinturas inspiradas en referencias históricas y culturales. Sus obras suelen estar conectadas a un patetismo y una ironía subyacentes, cada una de ellas influenciada por la comedia y la tragedia del teatro clásico. El artista difumina las distinciones entre medios y aborda su práctica pictórica como una performance, comparando sus películas con pinturas y sus performances con esculturas. A lo largo de toda su obra, Kjartansson transmite un interés por la belleza y su banalidad, y utiliza la performance duracional y repetitiva como una forma de exploración.

## Biografía

### Primeros años
Ragnar Kjartansson nació en Reykjavík, Islandia, hijo de Kjartan Ragnarsson y Guðrún Ásmundsdóttir. Su madre es una conocida actriz en Islandia y su padre es director y dramaturgo.
Fue integrante de varias bandas mientras crecía. La más notable de su carrera fue Trabant, una banda de pop/rock electrónico de Reykjavík, Islandia, conocida por su música cruda pero poderosa y sus extravagantes presentaciones en vivo. El estilo musical de Trabant es una mezcla de música electrónica, punk, R&B y pop.

### Estudios
Kjartansson se graduó en la Academia de las Artes de Islandia en 2001 y estudió en la Real Academia de las Artes de Estocolmo en 2000 como estudiante de intercambio.

### Trabajo artístico y exposiciones
Kjartansson vive y trabaja en Reykjavík. Entre sus principales exposiciones individuales se incluyen la del Museo de Arte de Reykjavík, Reykjavík; el Centro Barbican, Londres; el Museo y Jardín de Esculturas Hirshhorn, Washington D. C.; el Museo de Arte Contemporáneo de Montreal; el Palais de Tokyo, París; el New Museum, Nueva York; el Museo de Arte Contemporáneo Migros, Zúrich; la Fundación Sandretto Re Rebaudengo, Turín; el Frankfurter Kunstverein; el Museo Louisiana en Humlebæk, Dinamarca; y el BAWAG Contemporary, Viena, entre otros. Kjartansson participó en The Encyclopedic Palace en la Bienal de Venecia en 2013, en Manifesta 10 en San Petersburgo, Rusia en 2014, y representó a Islandia en la Bienal de Venecia de 2009. Recibió el premio Derek Williams Trust Purchase Award de Artes Mundi en 2015 y el premio Malcolm McLaren de Performa en 2011.
La exposición de Kjartansson "Epic Waste of Love and Understanding", que se realizó en el Museo de Arte Moderno de Louisiana de agosto a octubre de 2023, mostró su enfoque diverso, desde la repetición que pone a prueba la resistencia hasta exploraciones sutilmente matizadas de la conexión humana, que a menudo combinan el humor y la introspección.
Expuso nueve de sus piezas, incluyendo dos nuevas, en el Museo Tamayo de la Ciudad de México, bajo el título Las cosas que ves al momento de caer el telón, del 9 de noviembre de 2023 al 3 de marzo de 2024. Entre las obras expuestas estuvieron Me and My Mother, God y The Visitors.

## Obras y proyectos seleccionados

### No Tomorrow
No Tomorrow es una videoinstalación de Ragnar, con coreografía de Margrét Bjarnadóttir y música de Bryce Dessner. La instalación, que abarca seis pantallas que rodean la sala, envuelve a los espectadores con una interpretación de música espacial escrita para ocho bailarines con ocho guitarras. Grabada desde el centro del espacio de los intérpretes, la instalación es caleidoscópica y captura a los bailarines mientras se mueven dentro de cada pantalla y a través de los canales; sus movimientos y melodías van desde la pastoral hasta el rock and roll. Combinando una variedad de referencias clásicas del Oeste (jeans azules y camisetas blancas, las cortinas de seda drapeadas de las películas de canciones y bailes de mediados del siglo XX, así como letras extraídas de la poeta griega arcaica Safo y el aventurero Vivant Denon, dos sensualistas con milenios de diferencia), la obra gira en torno a nociones de idealización e iconografía. Es también una reflexión sobre los ideales de belleza del presente, así como la búsqueda de ella y lo absurdo de sus representaciones, inspirada en la frivolidad y la realidad de las pinturas rococó, el ballet clásico y los vídeos de música pop moderna. La obra performática fue inicialmente encargada para la Iceland Dance Company en 2017.

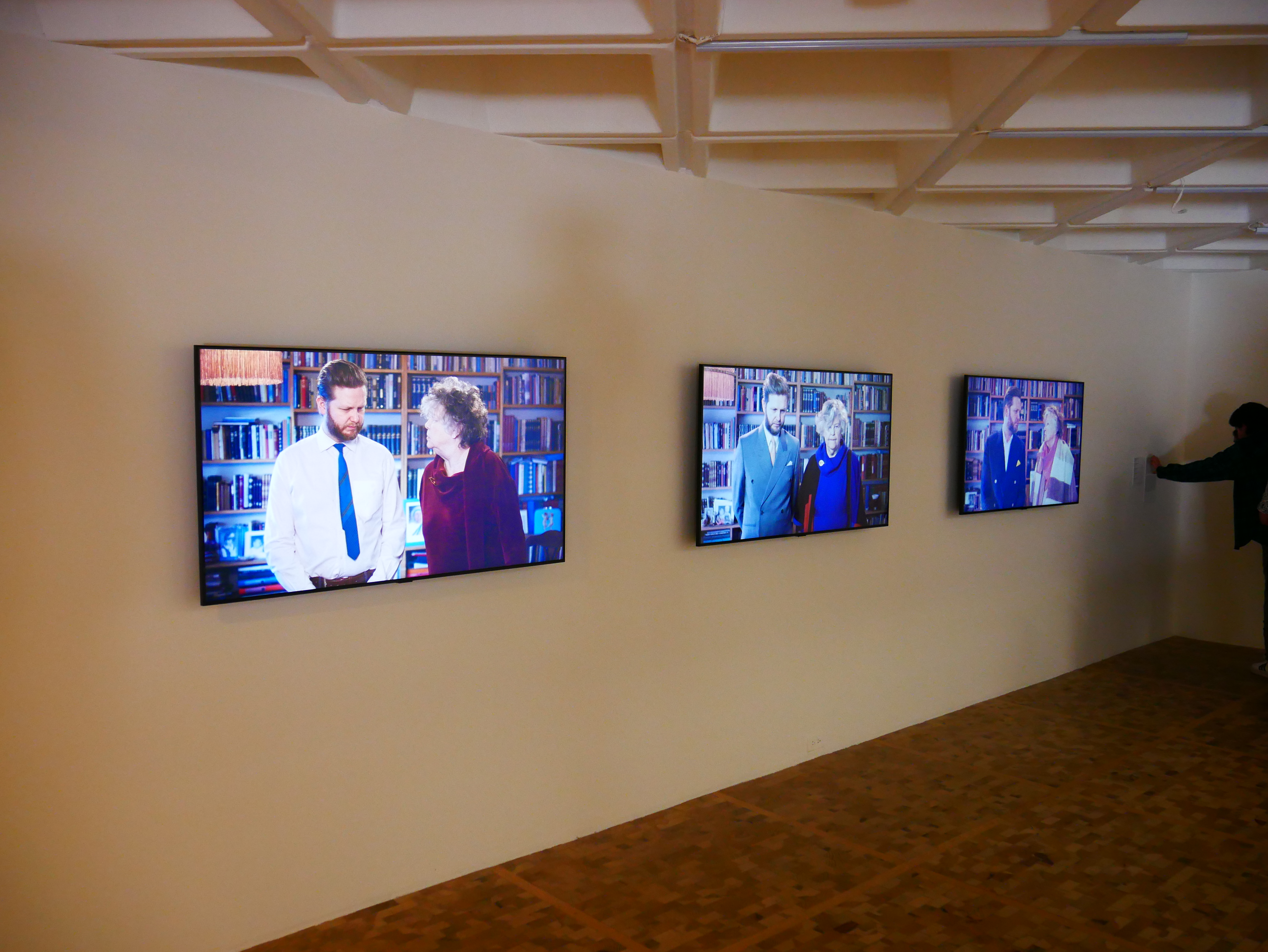
Me and My Mother, en la exposición Las cosas que ves al momento de caer el telón, en el Museo Tamayo, Ciudad de México

### Me and My Mother
Me and My Mother es una colaboración actoral continua con la madre de Ragnar, en la cual aparecen él y ella, y en la  que ella le escupe repetidamente en la cara. La acción performática se filma cada cinco años y comenzó en 2000.
En 2015, la madre de Ragnar, Guðrún G. Ásmundsdóttir, escribió sobre este performance: "Es difícil para una madre y actriz con cincuenta años de carrera escupir a su propio hijo, el hijo que siempre ha sido una verdadera bendición y siempre la ha hecho reír cuando la vida se pone difícil a su alrededor. Este performance nunca habría existido si no fuera por el amor perdurable y el verdadero respeto que se tienen el uno al otro".

### A Lot of Sorrow
A Lot of Sorrow es un performance duracional presentado por Ragnar junto a The National, en el MoMA PS1 el 5 de mayo de 2013. Para este performance, la banda interpretó su canción Sorrow 99 veces consecutivas en el transcurso de 6 horas.

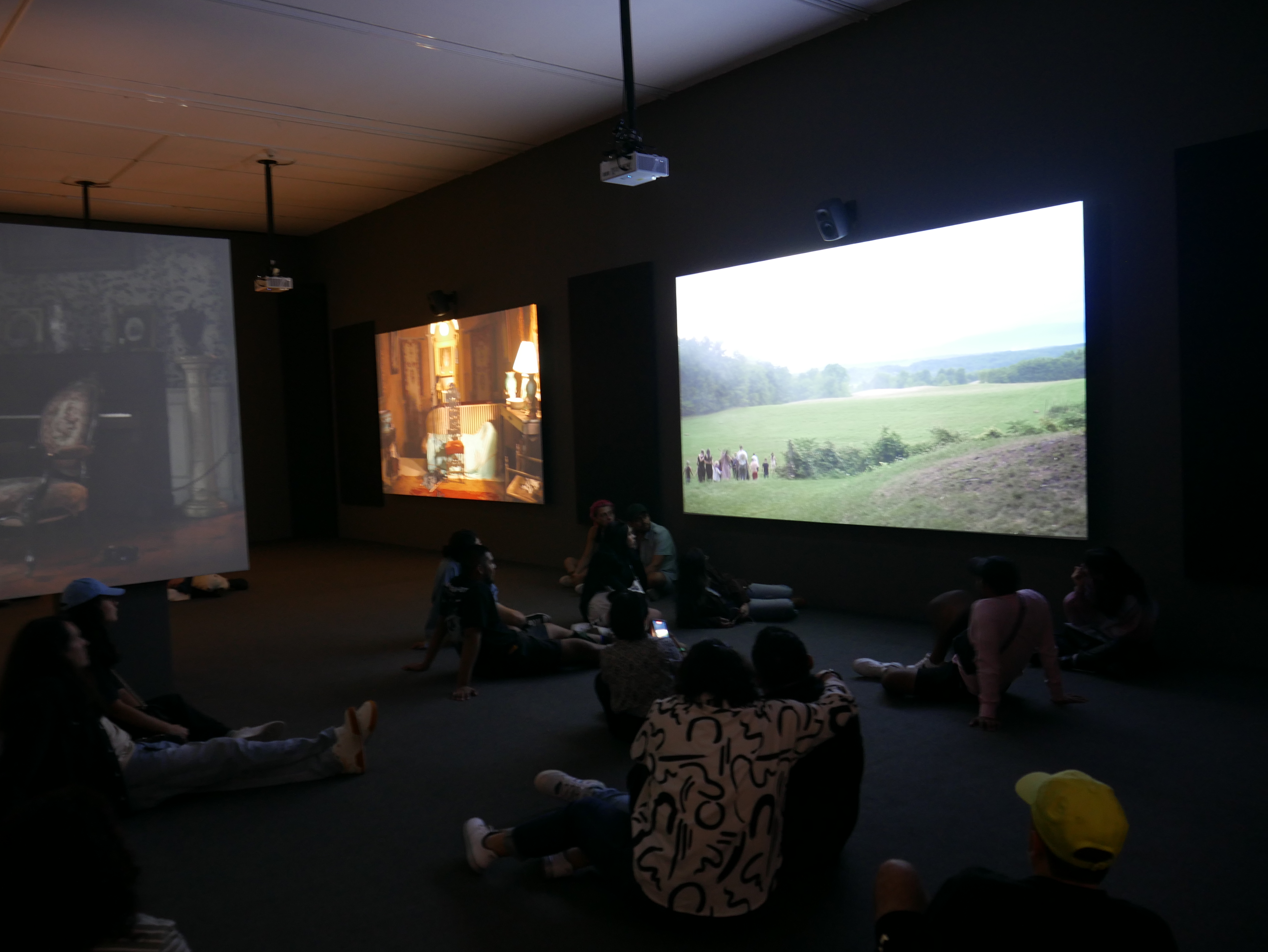
Vista general de The Visitors, durante su presentación en el Museo Tamayo, 2023-2024.

### The Visitors
The Visitors es una instalación y pieza de videoarte creada por Ragnar en 2012. Le dio a la pieza el nombre de The Visitors, en homenaje al último álbum de la banda pop sueca ABBA. La pieza fue encargada por el Museo Migros de Zúrich y fue una de las exposiciones inaugurales del museo. El estreno de la pieza marcó el primer espectáculo en solitario de Ragnar en Suiza.
The Visitors es un videoperformance en el que se interpreta una canción escrita por Ásdís Sif Gunnarsdóttir, la ex esposa de Ragnar. La pieza se muestra en nueve pantallas diferentes, cada una de las cuales presenta músicos o artistas, ya sea solos o en grupos, en diferentes habitaciones de una casa o en el exterior, interpretando simultáneamente pero por separado. Una pantalla muestra a Ragnar solo. En la pieza también aparecen otros amigos de Ragnar, tanto de Reykjavík, la ciudad natal del artista, como de otros lugares, así como residentes de Rokeby Farm, donde se filmó la pieza.
La pieza se exhibió originalmente en el Museo Migros en Suiza y se estrenó en Estados Unidos a principios de 2013 en la Galería Luhring Augustine. Desde entonces, la pieza se ha exhibido en varios museos de todo el mundo, incluidos The Broad en Los Ángeles, el Guggenheim en la ciudad de Nueva York, el Instituto de Arte Contemporáneo de Boston, la Turner House Gallery en Penarth, el Museo y Jardín de Esculturas Hirshhorn en Washington, DC, el Frist Center for the Visual Arts en Nashville, Tennessee, y el Museo de Arte Moderno de San Francisco. La pieza regresó al Instituto de Arte Contemporáneo en febrero de 2019. La pieza llegó al Museo de Arte de Dallas en septiembre de 2019.
La pieza fue filmada en Rokeby Farm, una casa ubicada en el norte del estado de Nueva York, cerca de Barrytown. Rokeby es una casa y finca que en un momento perteneció a la familia Astor y más tarde a la familia Livingston. La propiedad está actualmente habitada por varios descendientes de ambas familias y otros inquilinos. La propiedad fue el sitio de una pieza anterior de Ragnar de 2007, titulada The Blossoming Trees Performance, durante la cual se grabó a sí mismo como pintor al aire libre durante dos días. La finca también ha sido utilizada por otros artistas, debido a los interiores únicos de la casa principal de la propiedad.

### The Palace of the Summerland
En 2014, Thyssen-Bornemisza Art Contemporary (TBA21) encargó a Ragnar y a un grupo de 20 artistas, músicos y amigos la creación del proyecto de dos partes The Palace of the Summerland.

### The End
En 2009, Ragnar fue seleccionado como representante oficial de Islandia en la 53ª Exposición Internacional de Arte – La Biennale di Venezia.

## Reconocimiento
En 2016, Ragnar fue honrado como el Artista de la Ciudad de Reykjavík del año. Se trata de un premio honorífico que se otorga a un artista que se considera que ha destacado y ha dejado su huella en el arte islandés.

## Literatura
- Ragnar Kjartansson: desperdicio épico de amor y comprensión, Malou Wedel Bruun & Tine Colstrup (ed.), Humlebæk (Museo de Arte Moderno de Luisiana) 2023, ISBN 978-87-93659-68-1
- Ragnar Kjartansson: não sofra mais, Carina Correia & Daniel Madeira (ed.), Coimbra (Círculo de Artes Plásticas de Coimbra) 2023, ISBN 978-972-8679-36-1
- Ragnar Kjartansson: Scheize Liebe Sehnsucht, Ulrike Groos & Carolin Wurzbacher (ed.), Berlín (Distanz) 2019, ISBN 978-3-95476-284-2
- Ragnar Kjartansson, Leila Hasham (ed.), Londres (Barbican; Koenig Books), 2016. Número de publicación: 978-3-86335-970-6
- Ragnar Kjartansson, Escenas de la cultura occidental y mucho dolor, Jannie Haagemann (ed.), Copenhague (Copenhagen Contemporary) 2016, ISBN 978-87-999426-2-6
- Ragnar Kjartansson, Frédéric Grossi (ed.), París (Palais de Tokio), 2015. Número de publicación: 978-2-84711-062-3
- Ragnar Kjartansson: Yo, mi madre, mi padre y yo, Massimiliano Gioni y Margot Norton (ed.), Nueva York (New Museum), 2014. ISBN 978-0-915557-02-8
- Ragnar Kjartansson: To Music/An die Musik, Heike Munder (ed.), Zurich (Migros Museum für Gegenwartskunst; JRP Ringier), 2012. Número de publicación: 978-3-03764-423-2
- Ragnar Kjartansson : El fin, Christian Schoen (ed.), Ostfildern (Hatje Cantz) 2009,ISBN 978-3-7757-2333-6
- Arte islandés hoy (ed. de Christian Schoen y Halldór Björn Runólfsson), Hatje-Cantz, Ostfildern 2009ISBN 978-3-7757-2295-7